# Asteia crassinervis
Asteia crassinervis är en tvåvingeart som beskrevs av Malloch 1930. Asteia crassinervis ingår i släktet Asteia och familjen smalvingeflugor. Inga underarter finns listade i Catalogue of Life.